# Cornelius Gurlitt
Cornelius Gurlitt (Altona, Schleswig-Holstein, 10 de febrer de 1820 – 17 de juny de 1901) fou un compositor alemany.
Fou deixeble de Reinecke i Weyse, i el 1864 se'l nomenà organista de la catedral de la seva vila natal. Gurlitt fou un compositor instruït i inspirat, i tenen gran importància les seves obres per a l'ensenyança del piano. A més, va escriure composicions simfòniques, música di camera i per a piano, lieder, l'òpera Scheik Hassan i dues operetes.